# Задорожный, Михаил Алексеевич

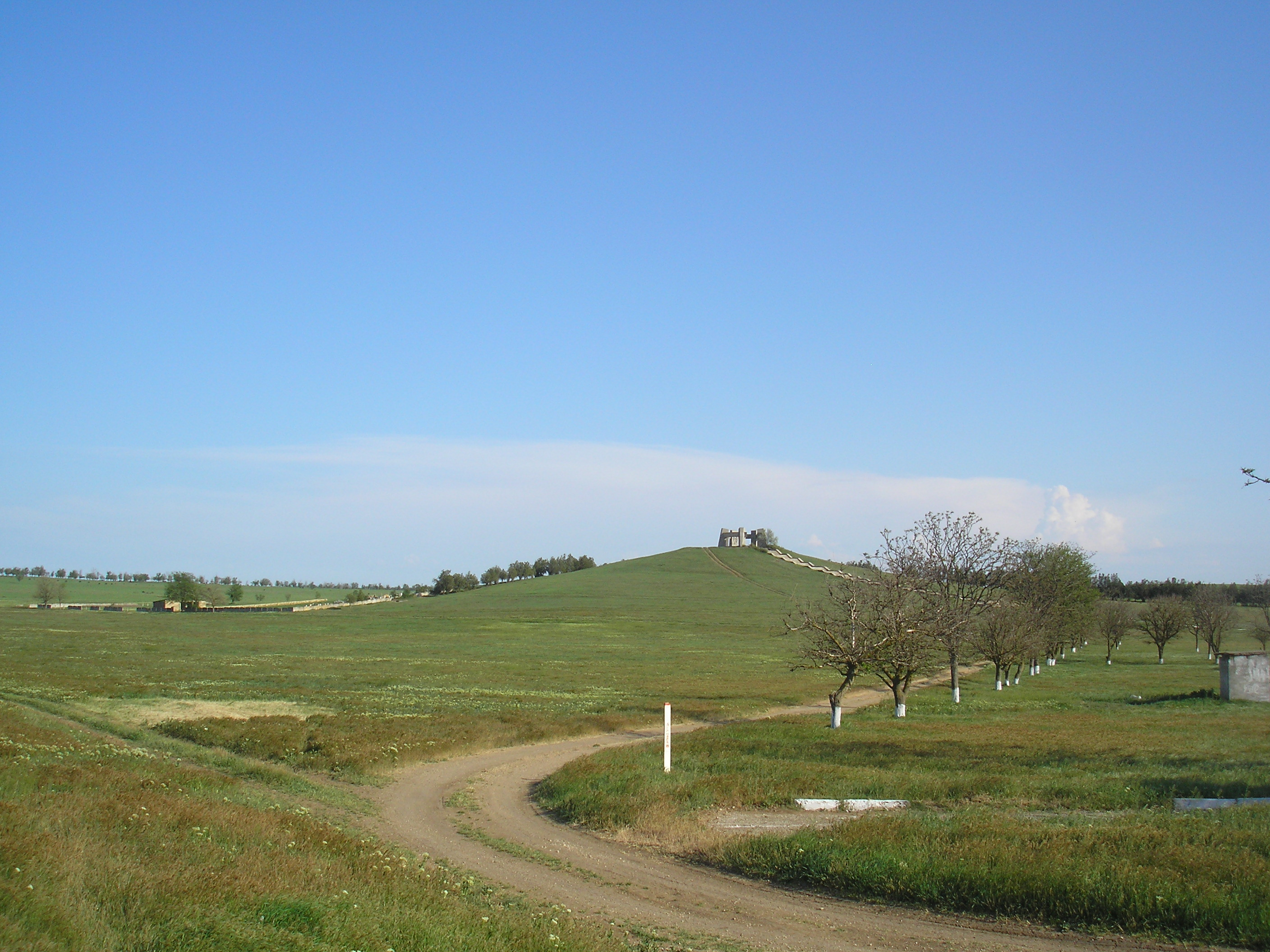
Братская могила 8 Героев Советского Союза, Геройское.

Михаил Алексеевич Задорожный (1923, Романки, Покровский район — 13 апреля 1944, Сакский район, Крымская АССР) — советский военнослужащий, сапёр, гвардии красноармеец. Герой Советского Союза (1944).

## Биография
Родился в 1923 году в селе Романки Покровского района (ныне в Днепропетровской области) в крестьянской семье. Украинец.
Окончил 7 классов неполной средней школы. Работал сапожником в обувной мастерской.
12 апреля 1944 года в ходе наступления Красной армии в Крыму, разведывательная группа из разведчиков 3-го отдельного гвардейского мотоинженерного батальона и 91-го отдельного мотоциклетного батальона под командованием сержанта Николая Поддубного на танке проводила разведку расположения войск противника. Возле села Ашага-Джамин группа попала под артиллерийский обстрел, танк был повреждён, и подразделение заняло оборону вокруг танка. В течение двух часов разведчики вели бой против батальона противника. Когда уже кончились боеприпасы, разведчики бросились врукопашную и штыками и сапёрными лопатками уничтожили ещё 13 солдат противника. Силы были неравны, и все они были схвачены. Разведчиков доставили в село и подвергли их жесточайшим пыткам. Ни один из них не выдал военную тайну. На рассвете всех разведчиков отволокли к оврагу, согнали местное население. Несмотря на тяжёлые раны, разведчики смогли встать на ноги и принять смерть как герои. Из девяти разведчиков в живых остался только один — В. А. Ершов.
Указом Президиума Верховного Совета СССР от 16 мая 1944 года Михаилу Задорожному и всем разведчикам было присвоено звание Героев Советского Союза.

## Награды
- Медаль «Золотая Звезда» (16 мая 1944);
- Орден Ленина (16 мая 1944).

## Память
- В ознаменование подвига героев-разведчиков село Ашага-Джамин переименовано в Геройское;
- В городе Саки в честь подвига названа улица Восьми Героев;
- В ознаменование подвига в Симферополе воздвигнут памятник;
- В ознаменование подвига на братской могиле героев воздвигнут гранитный обелиск (Скульпторы В. В. Петренко, Н. И. Петренко, архитектор А. М. Крамаренко) с надписью: «Вечная слава Героям Советского Союза». Ниже высечены имена:

«Гвардии сержанты Н. И. Поддубный, М. М. Абдулманапов; гвардии рядовые: П. В. Велигин, И. Т. Тимошенко, М. А. Задорожный, Г. Н. Захарченко, П. А. Иванов, А. Ф. Симоненко»